# ستيفن تشايلد
ستيفن تشايلد (بالإنجليزية: Stephen Child) هو مهندس معماري ومهندس المناظر الطبيعية أمريكي، ولد في 1866، وتوفي في 1936.